# Go-Fukakusa In no Shōshōnaishi
Go-Fukakusa In no Shōshōnaishi (後深草院少将内侍) (?) - 1265 est une poétesse japonaise de l'époque de Kamakura. Son père est Fujiwara no Nobuzane et ses sœurs ainées Sōheki Mon In no Shōshō et Ben no Naishi. 
Elle et sa sœur Ben no Naishi sont servantes de l'empereur Go-Fukakusa depuis qu'il est prince héritier. Elle participe à plusieurs compétitions (utaawase) de waka en 1245, 1247, 1248, 1250 et 1251.
Elle fait partie de la liste des trente-six poétesses immortelles.